# 2016 FU58
2016 FU58 est un objet de la ceinture de Kuiper.

## Caractéristiques
2016 FU58 mesure environ 140 kilomètres de diamètre.